# 1, 2, 3 (canción de Sofía Reyes)
«1, 2, 3» (pronunciado «Un, dos, tres») es una canción de la cantante mexicana Sofía Reyes en colaboración del cantante estadounidense Jason Derulo y el cantante y rapero estadounidense De la Ghetto. Fue publicado como sencillo el 16 de febrero de 2018 a través de Warner Music Latina. La canción fue escrita por los intérpretes mencionados, Nicole Zignago, Ricardo Montaner, Jon Leone, Charlie Guerrero y Daniel Cornejo.

## Antecedentes
Mientras hablaba de la canción, Sofía Reyes dijo:

He estado muy ansiosa por este sencillo y no puedo esperar a que mi SoCrew lo escuche. "1, 2, 3" es una mezcla única de tres géneros y vibraciones muy diferentes (Pop Latino, Pop y urbano) que trae un nuevo estilo a mi portafolio pero aún mantiene mi esencia.

.

## Vídeo musical
El video de la canción, dirigido por Mike Ho, fue filmado en Los Ángeles. Se estrenó a través del canal de YouTube de Reyes el 15 de febrero de 2018.

## Posiciones
| Listas (2018)                         | Mejor Posición | Certificación | Ventas |
| ------------------------------------- | -------------- | ------------- | ------ |
| Argentina (Monitor Latino)            | 4              | -             | -      |
| Bolivia (Monitor Latino)              | 10             | -             | -      |
| Colombia (National-Report)            | 35             | -             | -      |
| España (PROMUSICAE)                   | 5              | Platino       | 40 000 |
| México (Monitor Latino)               | 13             | -             | -      |
| Sweden Heatseeker (Sverigetopplistan) | 12             | -             | -      |
| Suiza (Schweizer Hitparade)           | 63             | -             | -      |
| US Hot Latin Songs (Billboard)        | 29             | Platino       | 60 000 |
| Venezuela (National-Report)           | 45             | -             | -      |